# Sainte-Vertu
Sainte-Vertu je francouzská obec v departementu Yonne, v regionu Burgundsko-Franche-Comté. V roce 2008 zde žilo 106 obyvatel. Leží u řeky Serein.